# Olofstorp, Varbergs kommun
Olofstorp är en bebyggelse i Valinge socken i Varbergs kommun, Hallands län. SCB avgränsade här en småort 2020.